# Подгруппы китайцев
Подгруппы китайцев (ханьцев) основаны на языках схожих с путунхуа, культуре и региональных особенностях в пределах материкового Китая. В севернокитайском языке принято обозначать как «миньси» (кит. трад. 民系, пиньинь mínxì, буквально: «этнород») или «цзуцюнь» (кит. трад. 族群, пиньинь zúqún, буквально: «этногруппа»).
Эти два термина используются в Китае и на Тайване, соответственно, относятся к подгруппам населения Китая, чей родной язык относится к китайским языкам и не принадлежит к одной из 56 официальных этнических меньшинств Китая.

## Список подгрупп китайцев

Китайские языки (диалекты)

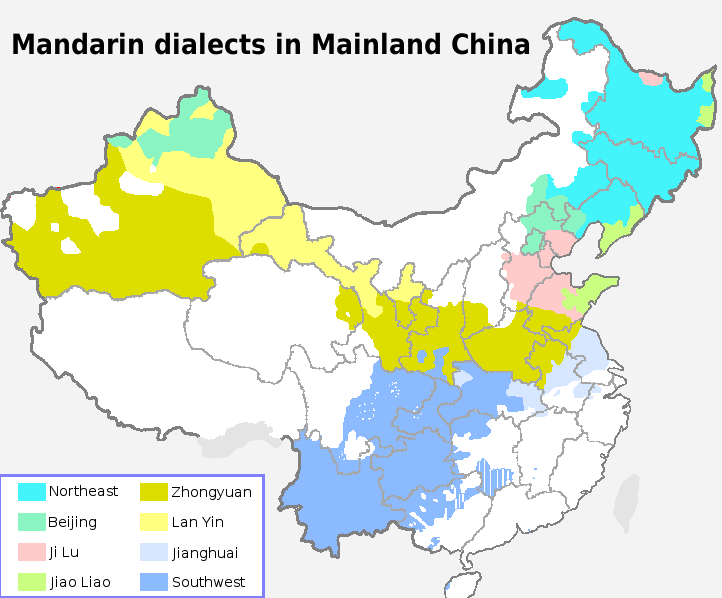

### Группы, говорящие на севернокитайском
- Число носителей: 885 000 000[1]

Севернокитайский является самым крупным из китайских языков. Даже в тех регионах, где доминируют другие китайские языки, севернокитайский исторически является лингва франка. Говорящие на севернокитайском являются крупнейшей этнолингвистической группой Китая, однако в диаспоре преобладают диалекты минь, хакка и юэ.

### У-говорящие группы
- Число носителей: 77 174 000[1]

У-говорящие сосредоточены в южной части провинции Цзянсу, большинство населения Чжэцзяна, Шанхая, и в некоторых районах южной части провинции Аньхой, Фуцзянь, северной и северо-восточной части провинции Цзянси. Разрозненные части у-говорящих китайцев встречаются и в других частях Китая, например, в Гуйчжоу, Сычуань, Чунцин и Синьцзян, в результате чего, после 1964 года, большинство из них за пределами исторической области Цзяннань обычно говорят на варианте тайху у диалекта у. У-говорящие говорят главным образом в регионе У. Цзяннаньцы состоят из шанхайцев и нинбо, также из других этнических китайцев, поселившихся в Цзяннани. Они говорят, как правило, на варианте тайху у. Другими используемыми языками являются шанхайский путунхуа и сюаньчжоуский у.
Шанхайцы сосредоточены вокруг Шанхая и говорят на шанхайском диалекте у. Нинбо говорят на диалекте нинбо. Вэньчжоусцы говорят на диалекте вэньчжоу. Хотя в провинции Чжэцзян значительное меньшинство говорит на диалекте миньнань, относящимся к южноминьскому языку, известный как «чжэнань мин», не относящийся к языку у. Хой относится к разновидности языка у, поэтому говорящие на нём также учитываются как носители у.

### Юэ-говорящие группы
- Число носителей: 66 000 000[1]

Юэ- или кантонскоговорящие преобладают в западной и центральной части провинции Гуандун, юге Гуанси, а также в Гонконге и Макао. Юэ является вторым по количеству носителей среди китайских языков после севернокитайского. Диалекты юэ в провинции Гуанси являются взаимопонятными с кантонским. Например, учжоу находится примерно в 200 км вверх по течению от Гуанчжоу, но его диалект больше похож на гуанчжоу, чем тайшаньский, который находится от Гуанчжоу в 60 милях к юго-западу. На кантонском говорят также некоторые местные жители в провинции Хайнань. Например, диалект маи на Хайнане тесно связан с кантонским.
Кантонский широко распространён среди китайских иммигрантов в Юго-Восточной Азии, в частности во Вьетнаме, Малайзии и Сингапуре. Многие кантонцы мигрировали в США и Канаду. В результате кантонский широко используется выходцами из Гуандуна и Гонконга, и севернокитайский не смог его вытеснить.

### Минь-говорящие группы
- Число носителей миньбэй и миньнань: 60 000 000[2]

Минь-говорящие разбросаны по всему южному Китаю, но в основном сосредоточены в провинции Фуцзянь и Хайнань, с некоторыми вкраплениями в Гуандуне и клина в южной части провинции Чжэцзян, а также значительной части Тайваня.
Есть несколько миньских диалектов. Фучжоу, являющийся родным языком жителей города Фучжоу. Диалект пусянь. Миньнань является крупнейшим диалектом среди миньских. При этом миньнань достаточно разнообразен и в нём наличествуют разные уникальные подгруппы. Чаочжоу, хокло и хайнаньцы разговаривают на наречиях миньнаня. Чаочжоу является родным для восточной части Гуандун, хокло на юге Фуцзяни, а хайнаньский на острове Хайнань. Диалект Цаннани, известный как чжэнань минь используется жителями вэньчжоу.

### Сян-говорящие группы
- Число носителей: 36 015 000[1]

Сян-говорящие в основном живут в провинции Хунань, составляя основную массу её жителей. Сян-говорящие также находятся в соседних провинциях Сычуань и Цзянси.

### Хакка-говорящие группы
- Число носителей 34 000 000[1]

Хакка говорят на одноимённом языке. Преобладают в некоторых районах Гуандуна, Цзянси и Фуцзяни, а также части Тайваня. Составляют значительный процент среди китайцев в Юго-Восточной Азии.

### Гань-говорящие группы
- Число носителей 20 580 000[1]

Основная масса гань-говорящих проживает в провинциях Цзянси и Хунань. Имеются носители в Фуцзяне, Аньхое и южной части Хубэй. Лингвистические анклавы гань расположены на Тайване, Шэньси, Сычуань, Чжэцзян, Хайнань, Гуандун, Фуцзянь.

### Другие подгруппы
Другие мелкие подгруппы включают в себя даньцзя, квонсай, перанакан, чуаньцин.

## Подгруппы китайцев по регионам

### Великий Китай

#### Материковый Китай
Этногенез китайцев (ханьцы) происходил в Китае. Каждая подгруппа ханьцев, как правило, ассоциируется с конкретным регионом в Китае: кантонцы возникли в западной части провинции Гуандун, пусянь в Путяне, в Фучжоу фучжоу, хокло в южной части Фуцзяни, чаочжоу в крайней восточной части провинции Гуандун, хакка на юге Цзянси, востоке Гуандун и западе Фуцзяни; шанхайцы в Шанхае.

#### Тайвань
На Тайване ханьцы подразделяются, в основном, на две группы:
1. Пэньшэнцзэнь (кит. трад. 本省人, пиньинь Běnshěngrén, буквально: «Местный уроженец») — обозначают ранних мигрантов на острове, состоящих в основном из хакка и хокло из Фуцзяни и Гуандуна.
2. Вайшэнцзэнь (кит. трад. 外省人, пиньинь Wàishěngrén, буквально: «Не местный уроженец») — обозначение для китайских мигрантов, осевших после гражданской войны в Китае.

Справочник ЦРУ по странам мира указывает численность пэньшэнцзэнь 84 %, а число вайшэнцзэнь 14 %. 70 % населения Тайваня составляет хокло, в то время как хакка 10—15 %.

#### Гонконг
В Гонконге большинство населения составляют кантонцы (юэ). По данным справочника ЦРУ, 89 % гонконгцев говорят на кантонском. Другие китайские группы представляет хакка, хокло, фучжоу и шанхайцы.

#### Макао
Макао, как и Гонконг, имеет кантонское большинство. По данным ЦРУ, 85,7 % макаолезцев говорит на кантонском.
Термин «макаолезцы» относится как к любому человеку из Макао, так и к людям смешанного китайско-португальского происхождения.